# Amphictis
L'anfitto (genere Amphictis Pomel, 1853) è un mammifero carnivoro estinto, probabilmente appartenente agli ailuridi. Visse tra l'Oligocene superiore e il Miocene inferiore (circa 25 - 18 milioni di anni fa) e i suoi resti fossili sono stati ritrovati in Europa e in Nordamerica.

## Descrizione
Questo animale, il cui cranio aveva una lunghezza di 10 cm, era probabilmente molto simile per dimensioni a un panda rosso attuale (Ailurus fulgens), anche se solo il cranio e i denti sono relativamente ben noti. La dentatura di Amphictis era quella di un carnivoro generalista, con premolari semplici e appuntiti, carnassiali relativamente taglienti (P4 e m1) e M1, M2 e m2 con superfici trituranti. Se per alcuni versi (dentatura, basicranio) la morfologia di Amphictis è primitiva, l'allungamento del secondo molare inferiore (che mostra anche protoconide e metaconide completamente separati) e la presenza di scanalature laterali sui canini, supportano il posizionamento di Amphictis tra gli Ailuridae.

## Classificazione
I primi resti fossili di questo animale vennero ritrovati in terreni dell'Oligocene superiore della Francia e vennero descritti nel 1842 da de Blainville; lo studioso, tuttavia, li classificò all'interno del genere attuale Viverra (V. antiqua). Fu poi Pomel, nel 1853, a riconoscere la distinzione tra i fossili francesi e l'attuale genetta, e quindi istituì il genere Amphictis per il materiale oligocenico. A questo genere, successivamente, vennero attribuite numerose altre specie provenienti dall'Oligocene/Miocene di Francia e Germania, tutte distinte per particolari della dentatura (Amphictis aginensis, Amphictis antiqua, Amphictis borbonica, Amphictis prolongata, Amphictis schlosseri, Amphictis wintershofensis, Amphictis ambigua). Una specie nordamericana attribuita a questo genere e proveniente dalla Florida è Amphictis timucua.
Si ritiene che Amphictis sia il membro più antico degli ailuridi (la famiglia a cui appartiene l'attuale panda minore). Anche se il rapporto di Amphictis con la stirpe del panda minore resta da confermare, il posizionamento di questo genere nella famiglia Ailuridae è rafforzata dalla stretta relazione filogenetica tra Amphictis e due successivi generi classificati con relativa sicurezza all'interno della famiglia, Alopecocyon e Simocyon.

## Paleoecologia
La dentatura delle varie specie di Amphictis assomiglia in qualche modo a quella di canidi o mustelidi attuali, e probabilmente implica una dieta a base di piccoli vertebrati, invertebrati, uova e frutta.